# Food Records
Food Records — британський лейбл звукозапису, заснований 1984 року.
Засновниками лейблу Food Records стали британський музикант Девід Балф, колишній клавішник гурту Teardrop Explodes, та журналіст Енді Росс, автор статей в журналі Sounds. Одним з перших виконавців Food Records, чиї записи стали популярними в Великій Британії, став попроковий гурт Brilliant. Також на лейблі виходили альбоми гуртів Woodentops та Zodiac Mindwarp, а сингл Jesus Jones навіть очолив американський хіт-парад інді-виконавців. Балф та Росс також стали менеджерами гурту Voice of the Beehive, який 1988 року підписав контракт з EMI Records, забезпечивши Food Records необхідне фінансування.
Найбільш гучні досягнення Food Records пов'язані із маловідомим гуртом Seymour, з яким 1989 року було підписано контракт. Менеджмент лейблу наполягав на зміні назви гурту, через що колектив був перейменований на Blur. Саме на Food Records на початку 1990-х вийшли перші альбоми Blur, включаючи Parklife (1994), який отримав премію Brit Awards як найкращий альбом року і став передвісником жанру «бритпоп». Успіх Food Records призвів до того, що 1994 року його викупив мейджор-лейбл EMI Records, заплативши майже 500 тис. фунтів та гарантувавши роялті від наступних двох студійних альбомів. Балф та його дружина відійшли від справ, а Росс став самостійно керувати лейблом.
Протягом другої половини на Food Records виходили альбоми жіночого дуету Shampoo, а також британських інді-гуртів Idlewild, Dubstar та The Supernaturals. Спад популярності бритпопу призвів до занепаду лейблу, і 2000 року його було об'єднано із Parlophone Records.